# Turunmaa (kanonbåt, 1916)
Turunmaa var en finländsk kanonbåt, byggd 1916, som tjänstgjorde under det andra världskriget. Fartyget hade tidigare gått under namnet Orlan och Tshirok i rysk tjänst. Fartyget byggdes i Helsingfors för tsar-rysk räkning och användes under fredstid som kadettskolningsfartyg.
Fartyget kunde ta 60 ton kol.
Turunmaa har fått sitt namn efter regionen Åboland som på finska heter Turunmaa.

## Fartyg av klassen
|         | Land    | Namn                | År   |
| ------- | ------- | ------------------- | ---- |
| Finland | Finland | Turunmaa            | 1916 |
|         |         | Karjala             | 1918 |
| Polen   | Polen   | General Haller      |      |
|         |         | Komandant Pilsudski |      |